# 장용우
장용우(1957년 4월 23일~)는 대한민국의 드라마 PD이자, MBC 드라마 본부 PD 출신의 연출가로 현재는 프리랜서이기도 하다. 그는 1990년대 중반 당시 MBC TV 드라마 제작 PD 시절 동사 동료 이진석 선배 등과 함께 트렌디 서정극 드라마 작품의 프로듀싱의 빼어난 연출 등으로 이름을 날렸다.
1984년 MBC(문화방송)에 입사한 그는, 2001년작 TV 드라마 《호텔리어》를 끝으로써, 이듬해 2002년 2월 28일 MBC를 퇴사하여 프리랜서를 선언하였다. 직계 가족관계로는 아내와 사이에 1남 1녀(맏아들과 막내딸)가 있다.

## 학력
- 고려대학교 신문방송학과 학사

## 연출 작품

### 텔레비전 드라마
- 1994년~1996년 MBC 《사춘기》-  극본 : 박정화 외
- 1996년 MBC 《사과꽃 향기》 - 극본: 정유경
- 1997년~1998년 MBC 《복수혈전》 - 극본: 이선미, 김기호
- 1999년 MBC 《왕초》 - 극본: 지상학, 변원미
- 2000년 MBC 《나쁜 친구들》 - 극본: 김지수
- 2001년 MBC 《호텔리어》 - 극본: 강은경
- 2003년 SBS 《선녀와 사기꾼》 - 극본: 김영찬, 김영희
- 2005년 SBS 《세잎클로버》 - 극본: 정현정 ※도중 하차함
- 2008년 SBS 《행복합니다》 - 극본: 김정수
- 2011년~2012년 SBS 《내일이 오면》 - 극본: 김정수
- 2015년 JTBC 디 데이 - 극본: 황은경

### 영화
- 2009년 《한일합작 텔레시네마 - 19-Nineteen》 - 각색, 연출
- 2009년 《한일합작 텔레시네마 - 돌멩이의 꿈》 - 각색, 연출

## 경력
- 서울종합예술전문학교 방송영화예술학부 초빙교수
- MBC TV제작국 연속극팀 프로듀서
- MBC 드라마본부 차장
- MBC 드라마본부 드라마연출담당 차장

## 수상 경력
- 1996년 백상예술대상 시상식 TV부분 작품상
- 1996년 한국방송대상 시상식 연출상
- 1994년 방송통신위원회 방송대상 최우수상